# 柏林市议会
柏林市议会（德語：Abgeordnetenhaus von Berlin）是德国柏林市的立法机构，也是柏林的州级立法机构，依据《柏林宪法》。1993年，议会所在地从舍讷贝格市政厅移动至米特的尼德基尔希纳大街的原普鲁士议会大楼。

## 選舉
柏林市議會每5年改選一次。選舉採用聯立制，選出至少130名議員，78名由單議席選區選出，52名由補償性比例代表制產生。每名選民可以投兩票，一票投給單議席選區的候選人，一票投給政黨名單。如果有政黨在地方選區獲得的席次超出其相對的得票率，市議會將會加入超額席次以確保各黨派的議席比例與得票比例相若。
以下是各黨於2016年至今的市議會選舉獲得的議席數目：
| 政黨                     | 2016年席次 | 2021年席次 |
| ------------------------ | ---------- | ---------- |
| 德國社會民主黨 (SPD)     | 38         | 36         |
| 德國基督教民主聯盟 (CDU) | 31         | 30         |
| 左翼黨                   | 27         | 24         |
| 联盟90/绿党              | 27         | 32         |
| 德國另類選擇 (AfD)       | 25         | 13         |
| 自由民主党 (FDP)         | 12         | 12         |
| 合計                     | 160        | 147        |